# Театр Помпея
Театр Помпея (лат. Teatrum Pompei) — руїни давньоримського театру в Римі.

## Історія
Гней Помпей Великий наказав закласти театр після свого тріумфу в 61 до н. е. Будівлю освячено у 55 до н. е. Театр, розташований на Марсовому полі, вміщував в себе 40 000 глядачів. Став першим кам'яним театром в Римі, глядацькі місця й інтер'єр були прикрашені мармуром. До театру примикав портик Помпея, на якому був вбитий Гай Юлій Цезар 15 березня 44 до н. е. Поблизу також розташовувалася курія Помпея, де іноді проходили засідання сенату.

## Галерея

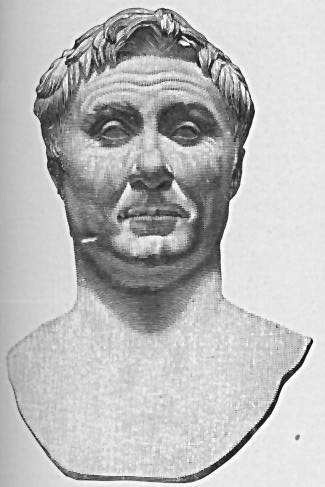
Гней Помпей Великий
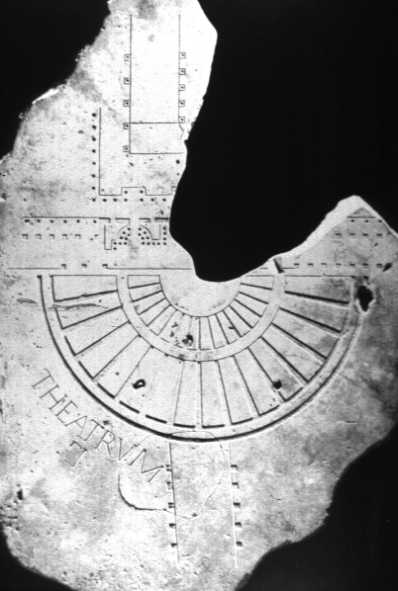
Обриси театру
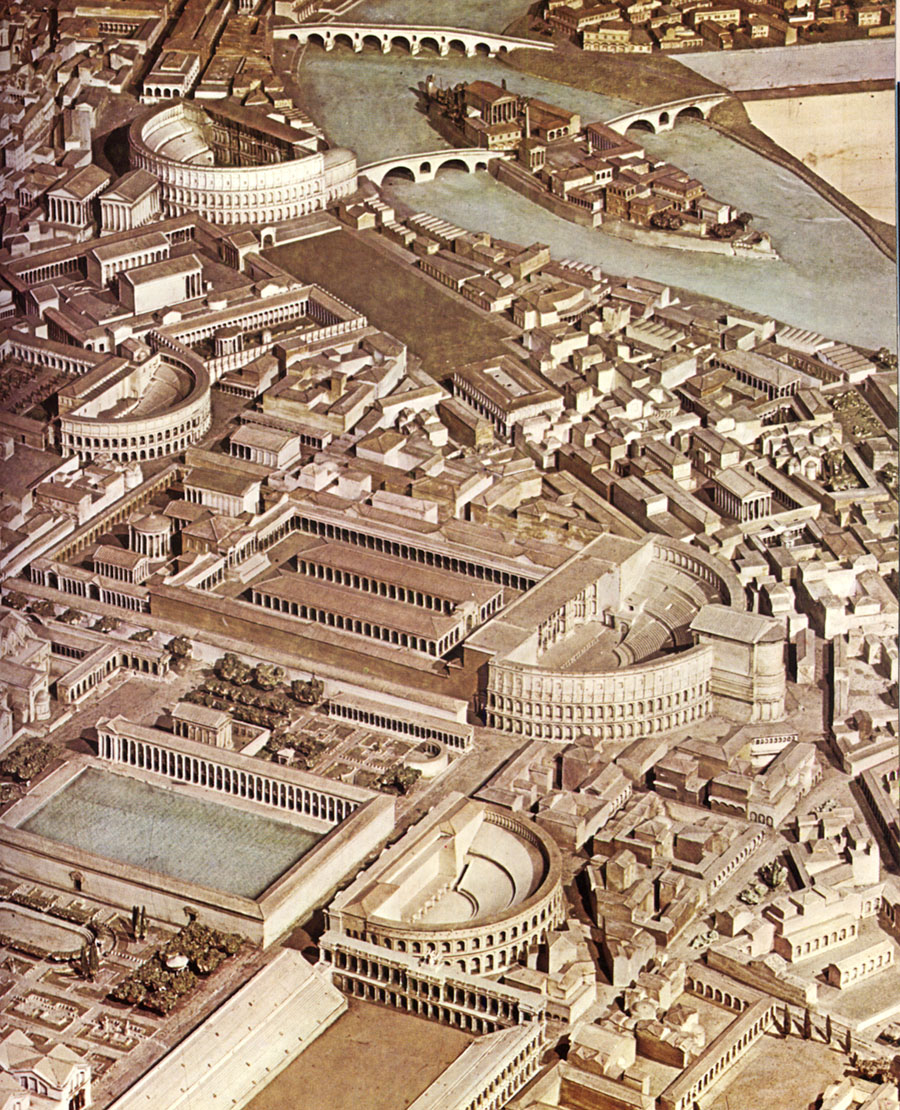
Театр (у центрі) на моделі міста
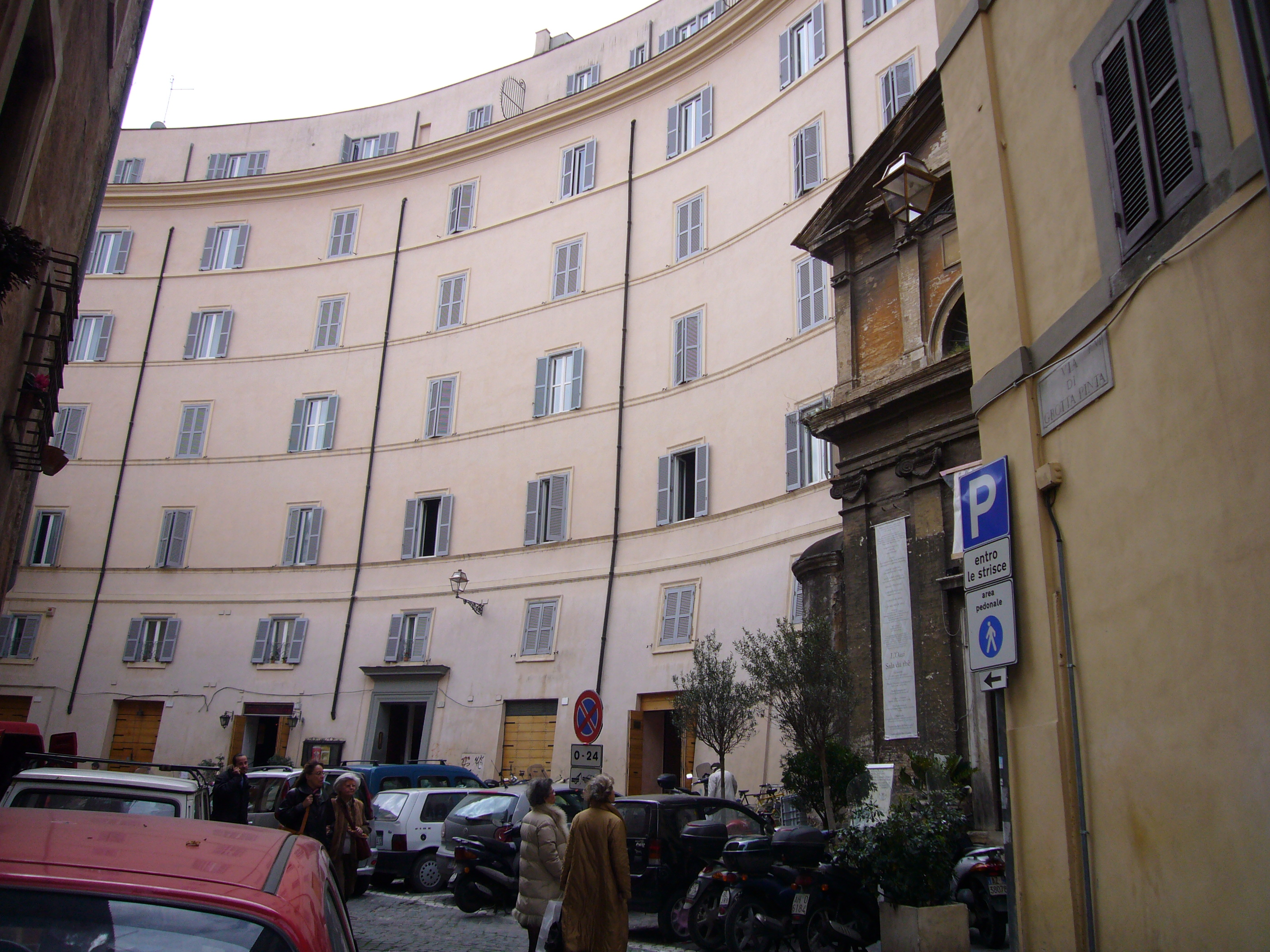
Будиники на  Via di Grotta Pinta вбудовані в античну Cavea
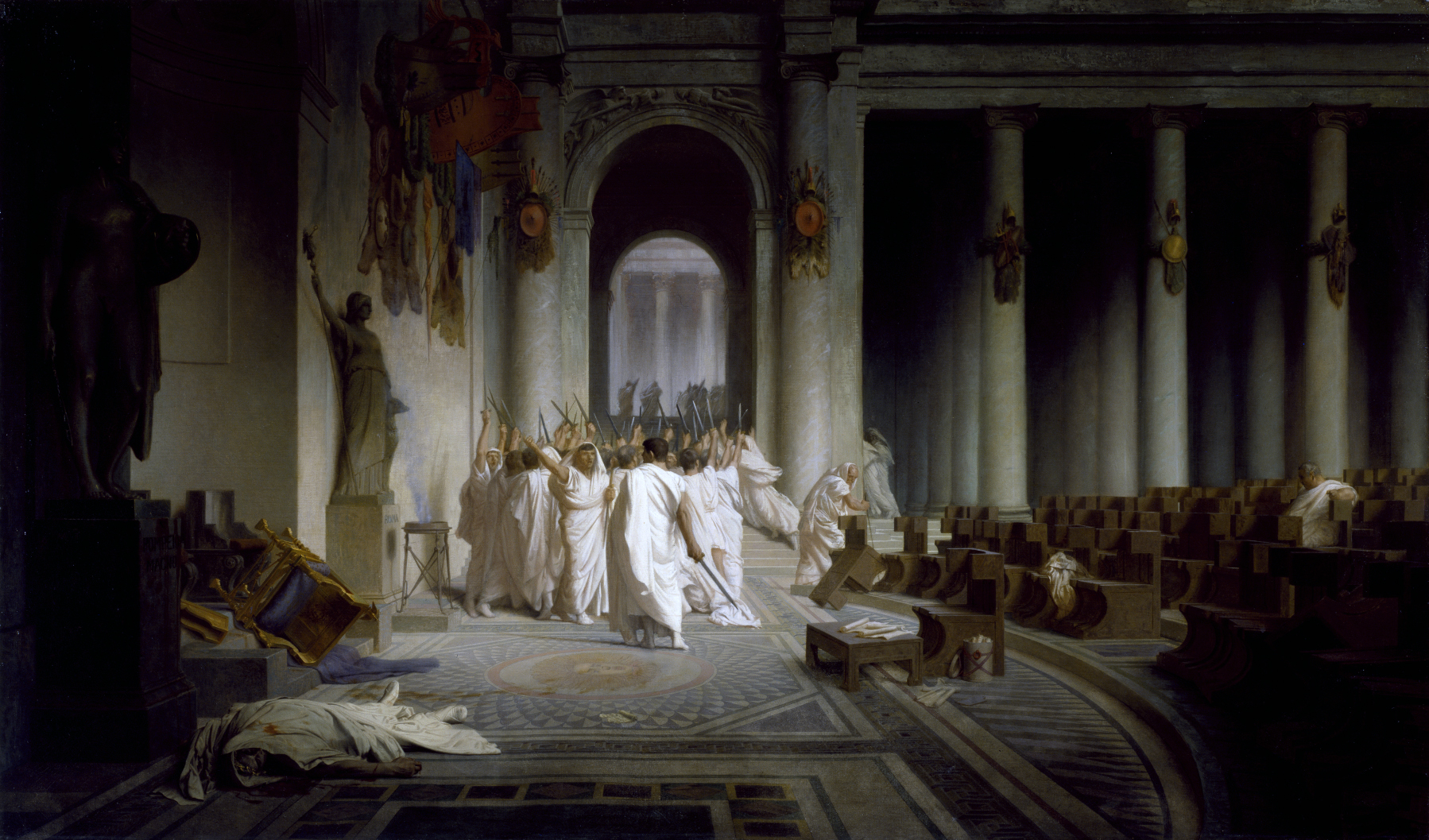
«Смерть Цезаря» в курії Помпея (Жан-Леон Жером)
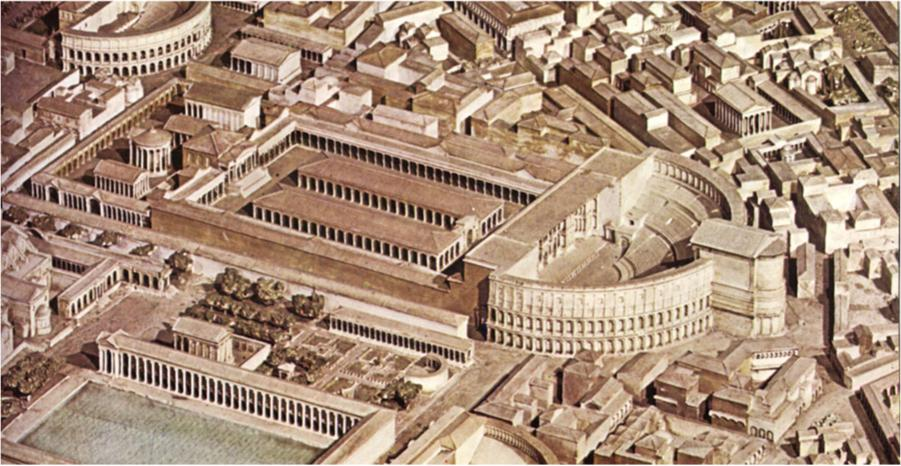
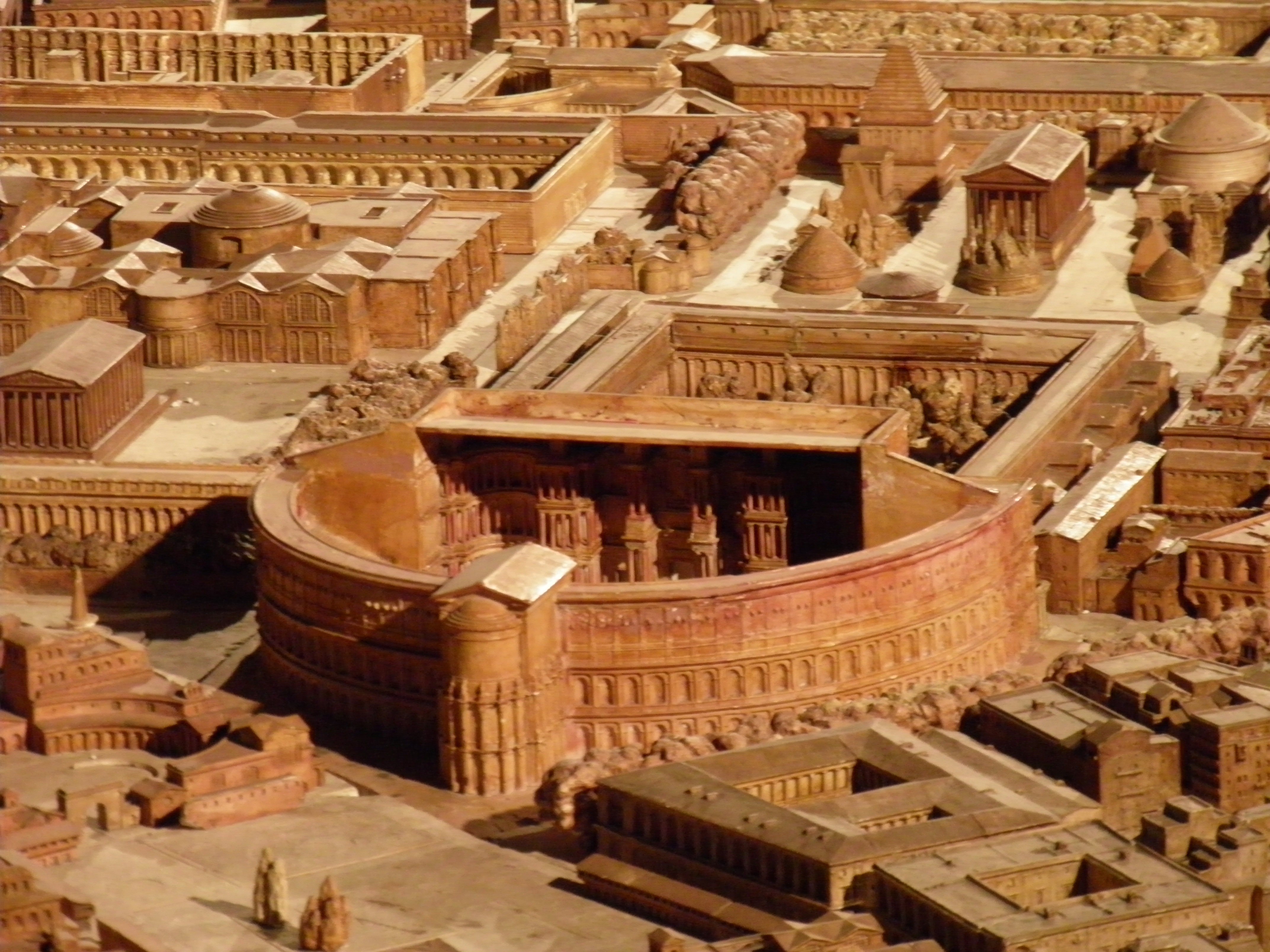
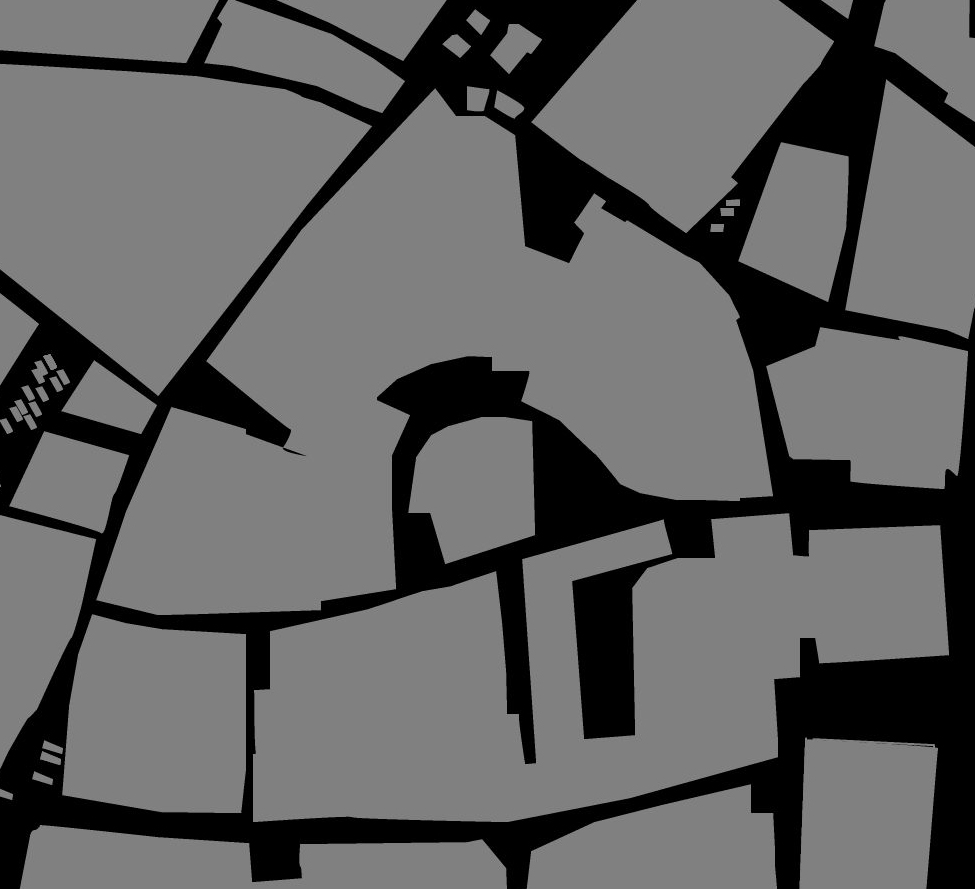
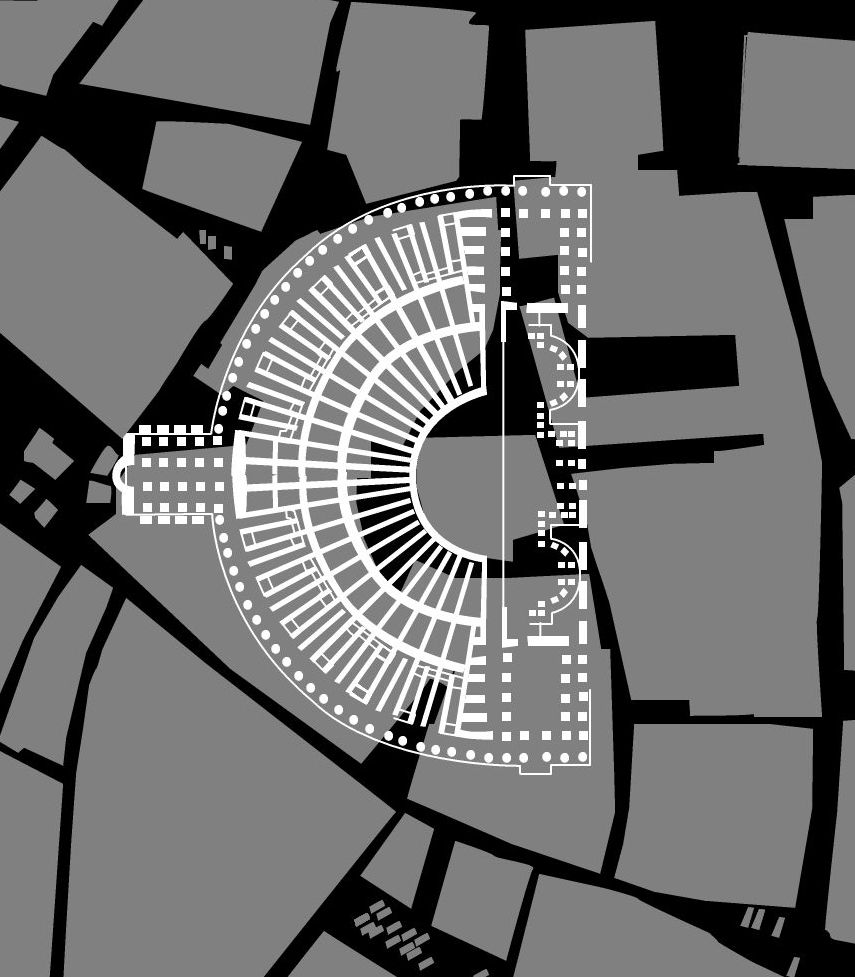
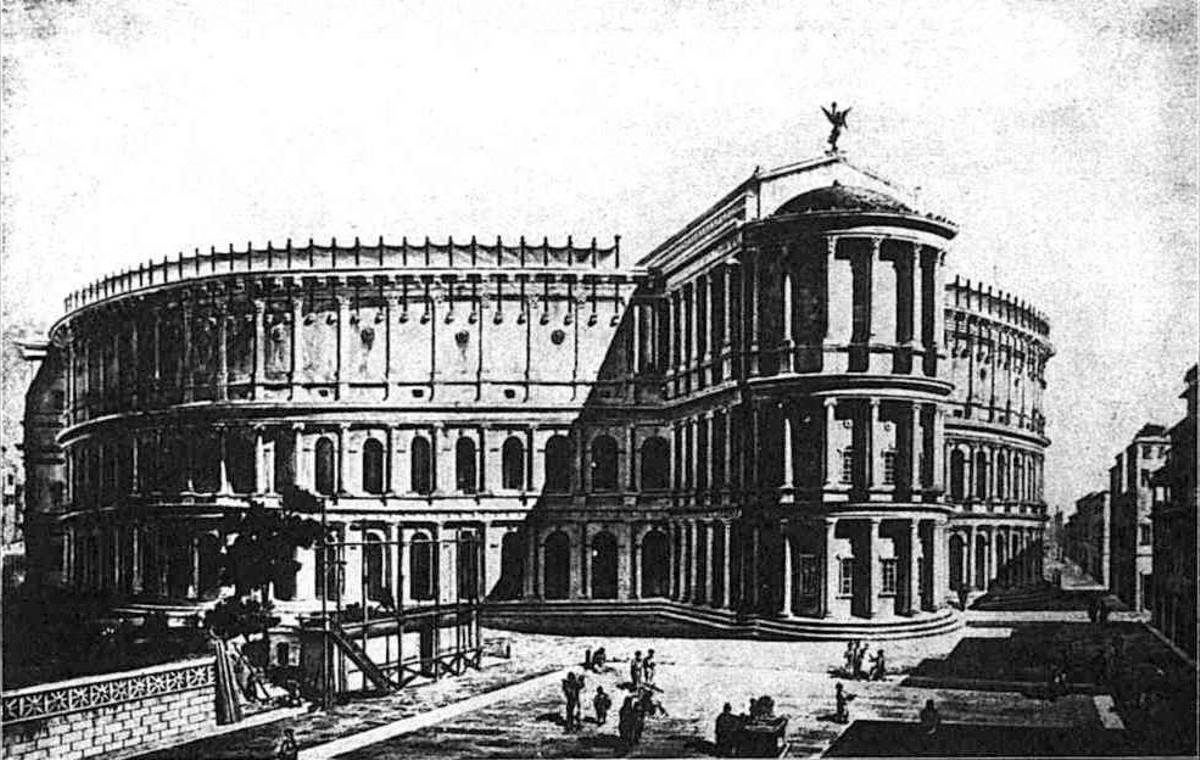
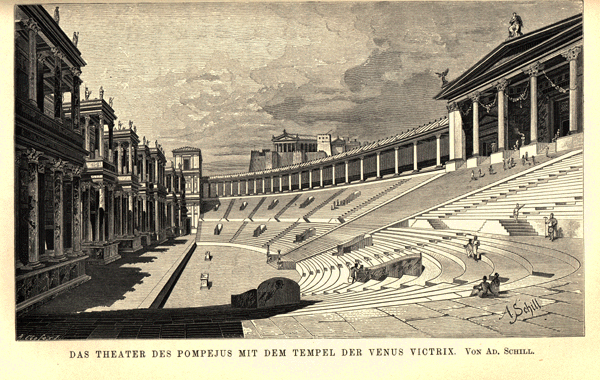
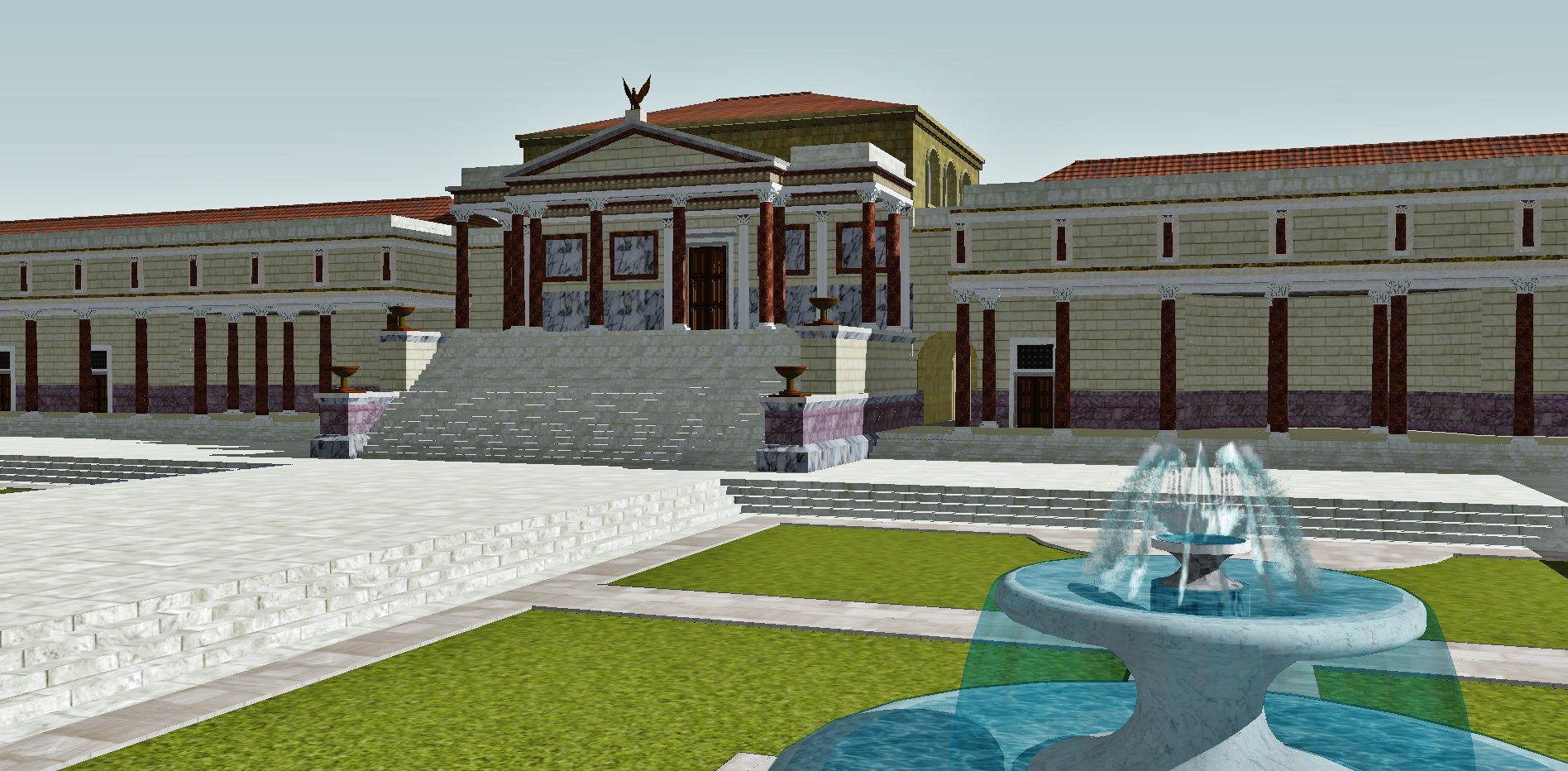
Курія Помпея